# ダライアスバースト アナザークロニクル
『ダライアスバースト アナザークロニクル』（DARIUSBURST ANOTHER CHRONICLE）は、タイトーから発売されたアーケードゲーム。2010年12月17日稼働開始。
本項では2011年7月29日に稼働を開始した上位バージョン『ダライアスバースト アナザークロニクルEX』と、その家庭用移植版『ダライアスバースト アナザークロニクルEX+』および2016年1月14日に家庭用ゲーム機用ソフト（PS4・PS Vita）とMicrosoft Windows用ゲームソフトとして移植販売された『ダライアスバースト クロニクルセイバーズ』と、そのNintendo Switch移植版『ダライアスバーストCSコア + タイトー / セガ パック』についても記述する。

## 概要
2010年7月30日に公式リリースを発表。
『ダライアスII』以来21年振りの専用筐体作品となり、初代『ダライアス』を彷彿とさせる32:9比率の大型ディスプレイ、音に対する臨場感を高めるボディソニックシートやヘッドホンジャックを採用し、1つの筺体での4人協力プレイや、ネットワークランキングにも対応。
ゲーム内容としては、先に発売されたPlayStation Portable専用ソフト『ダライアスバースト』を発展させたものになっている。アーケードモードを新しいボス戦艦などを加えて再編成したオリジナルモード、不特定多数のプレイヤーが集まるという特徴を生かしてミッションモードに大幅なボリュームアップを施したクロニクルモードなどのゲームモードを搭載している。
2011年7月29日、『ダライアスバースト アナザークロニクルEX』が稼働開始。これは、オリジナルモードにおける使用可能自機の追加など、大幅なバージョンアップが図られたものである。

## アップデート履歴
この作品ではしばしば、新規要素追加のための大型アップデートや、バグ削除のためのマイナーチェンジなど、オンラインによるアップデートが行われている。アップデート内容が告知されたものの内、主なものを記す。
- 2010年12月17日(Ver1.00) - 稼働開始。
- 2011年4月14日 "Unlock A"。クロニクルモードの新エリア、ボスの追加（星系の最大レベルが5に）。
- 2011年7月29日(Ver1.13) - "EX PHASE1"。タイトルが『ダライアスバースト アナザークロニクルEX』に変更[3]。オリジナルモードで3機種（セカンド・外伝・アサルト）の使用解禁。
- 2011年10月6日(Ver1.14) - "EX PHASE2"。オリジナルモードで1機種（ジェネシス）の使用解禁。オリジナルEXモード、イベントモードの追加。
- 2011年12月21日 - "Unlock B"。クロニクルモードの新エリア、ボスの追加（星系の最大レベルが6に）。
- 2019年4月1日 - オフライン仕様に移行し、オンラインでのランキング集計を終了。

## ストーリー
ダライアス暦1904年。復興を果たした惑星ダライアスはベルサー軍の手により、亜空間ネットワークを闇に閉ざされたことで戦力のことごとくを無力化され、再び壊滅の危機に瀕していた。

だが幸運にも難を逃れたシルバーホークバースト2機と、Ti2、リーガ・プラティカの二人により、ベルサー軍は打ち破られ、伝説の光明は辛うじて守り通されたのである。
6年後、ダライアス暦1910年。ベルサー軍は未だ広大な宇宙に侵略の手を広げていたが、復旧した亜空間ネットワークによりダライアスから各星系に先の戦いの情報が送られることになった。

２人の英雄が残した経験は、各地で改修・量産された、バースト機関を搭載したシルバーホークと、次代に生まれた新たなる戦士たちの糧となったのである。
人類のベルサー軍に対する一大反攻作戦はここに幕を上げた。プレイヤーたちはシルバーホークを駆るパイロットとして、ベルサー軍との戦いに挑む。

伝説の鳥の翼を携えた戦士たちは、果たしてその歴史に自らの名を刻めるのだろうか？

## システム
この作品には4つのゲームモードが実装されている。オリジナルEXモードとイベントモードは『EX』以降に追加。
オリジナルモード
従来のステージ分岐に加え、開始ゾーンを3通りから選べる、『Gダライアス Ver2』の初心者モードに近い様式。全3ステージを攻略するまでのスコアを競う。
オリジナルEXモード
通常のオリジナルモードと同じ進行方式だが、いずれのステージも難易度が上昇。ボスの多くも強力なものに差し替えられている。
クロニクルモード
各々に多彩なミッションが設定された1000以上のエリアを攻略していく。オンライン対応。
イベントモード
メーカーから不定期に配信される特別モード。開催毎に個別のミッションが用意されており、その成績をオンラインランキングで競う。
残機は共有制を採用し、1クレジットでも複数のプレイヤーで遊ぶことができる（この場合、参加するプレイヤー分だけ残機は差し引かれる）。ゲームエントリー後、クレジットを規定数追加投入することで（筐体設定により異なる）残機を消費しない「残機無限エントリー」ルールも選択できる。また、これらのエントリーごとに乱入可否の設定も可能。
8方向レバーと3ボタンでプレーし、レバーは移動、ボタンはそれぞれ「反転ボタン」「ショットボタン」「バーストボタン」となっている（ただ使用する自機により制動に若干違いがある）。ゲームシステムは、『ダライアスII』や『Gダライアス』のボス戦時に自動で行われたような「左右反転（自機の攻撃方向の転換）」が反転ボタンによりステージ道中も含め常時自由にできるようになっており、また2機以上のバーストビームを接触させ威力を向上させる「バーストリンク」が追加されている。PSP版『ダライアスバースト』で呼称されていたバーストの通常発射と設置発射は、前者を「バーストビーム」、後者を「設置バースト」と呼び分けるするようになり、家庭用版でテクニックとして使われた既に発射されている敵のバースト攻撃に割り込んで使用するバーストカウンターは、「サイドカウンター」と名付けられ、デモ中に正面でなくても条件さえ満たせば横からでもバーストカウンターができるという説明がされている。なおバーストゲージは、操作する自機の直下に表示されるようになった。
使用機体はレジェンド、ネクスト、フォーミュラ、オリジン、セカンド、外伝、アサルト、ジェネシスの8機体。操作するプレイヤーごとに機体色が設定されており、1Pは赤、2Pは青、3Pは緑、4Pは黄に機体色が変化する。なお、設定上プレーヤーは軍の中の名も無い一兵士とされ、主人公に関するそれ以上の特別な設定は無い。
レジェンド シルバーホークバースト
PSP版と同じ。
ネクスト シルバーホークバースト
PSP版と同じ。設置バーストの挙動により防御に優れていると説明されている。
フォーミュラ シルバーホークバースト
近距離戦に特化された本作のオリジナル機体。設定上は惑星ダライアス製ながら未知の技術が使われた謎の機体であり、単騎の性能が高いオリジナルフォーミュラから性能を落とした量産機（レプリカ）に搭乗する。
ショットが画面の半分ほどの距離まで届かない（ショットの種類が変わるごとにさらに短くなる）代わりに威力と連射力が強い仕様で、ボムがネクストと同じく追尾ミサイル（威力はさらに低く発射量が増大かつ高速）、設置バーストはレジェンドと同じ挙動になっている。バーストはレジェンドやネクストと同じく画面端まで攻撃可能だが、ゲージ消費が若干激化している。
他機より移動速度も速く、その操作性から、バーストビーム搭載機の中ではスコアアタック向けに特化した機体に仕上がっている。
オリジン シルバーホーク
『ダライアス(I)』仕様の機体。
基本的な武装はレジェンドに準じるが、バーストを使用できない代わりにショット・ボムの威力が高くなっている。PSP版からさらに攻撃力が上昇し、ウェーブは敵も含めて貫通するようになっている。スコア倍率も、通常16倍までしか上昇しない上述の3機体と比べ60倍まで上昇する。
なお、横長画面となったことで『I』同様にショットの弾切れし易さが目立つようになった（一度に4発しか画面内に表示されない）。
セカンド、外伝、ジェネシスの外観は本機に準ずる。また、ショットとボムの撃ち分けが可能になっており、ショットボタンではボムが同時発射されず、ボムはバーストボタンでのみ発射する。
セカンド シルバーホーク
初期バージョンでは一部ミッション限定、『EX』以降はオリジナルモードで解禁された『ダライアスII』仕様の機体。
パワーアップが『II』とほぼ同じになっているが、ショットと同時発射されるレーザーは、ショットのパワーアップがランク3（各シルバーホークバーストとオリジン・ジェネシスで言う、ウェーブが発射できる段階）にパワーアップしないと撃てない。また、レーザーのフルパワーアップ時の弾道がオリジナルと異なる。フルパワーアップ時には巨大なナパーム弾＆2Wayミサイルのショット、地形を貫通しバーストビームを相殺出来る8wayレーザー、弾速と連射力に優れたボムを撃つことができる。
バーストは撃つことはできないが（オリジン同様、バーストボタンでボムが発射される）、ショットは至近距離の単体に対し非常に高い火力を持つ。ただし、攻撃範囲の広い武装がパワーアップ終盤のレーザーとマルチボムに限られるため、敵集団に関しては苦戦を強いられる場面が少なくない。
ショットのミサイル部分で、他の自機のミサイルと同様にショット属性の敵弾の相殺が可能。オリジンと同じくスコア倍率が60倍まで上昇する。
外伝 シルバーホーク
セカンドと同じく、初期バージョンでは一部ミッション限定、『EX』以降はオリジナルモードで解禁された『ダライアス外伝』仕様の機体。
パワーアップがダライアス外伝とほぼ同じになっており、ショットでは赤アイテムを3個取るたび攻撃方法が変化し、ウェーブはいずれも敵を貫通する。ボムは『外伝』の2段階目であるツインボムからのスタートとなる。
また、パワーアップ段階によってはウェーブと共に発射される白弾は、敵のバーストビームを相殺出来る（ショット属性の敵弾を相殺することはできない）。ちなみに初期バージョンにおいてクロニクルモードで初登場したミッションでは、ショットが赤い貫通ウェーブと2つの白弾にサーチショット（『外伝』で言う最大パワーアップ（赤ウェーブと2つの小ウェーブ）の一歩手前の状態）で、ボムが『外伝』と同じ直角追尾仕様のホーミングボム。
バーストゲージが満タンになれば、バーストボタンで球状範囲内の敵にダメージを与え敵弾を消滅させるブラックホールボンバーを自機の手前に放つことが可能。ただし『外伝』と違い、効果範囲は大きく縮小されて画面全体に及ばなくなっており、無敵時間もない。
ショットの威力は低めだが発射数と連射速度が高く（弾切れがほぼ起こらない）、かつ早い段階で貫通能力を得るため、『セカンド』とは対照的に敵集団の掃討に効果を発揮する。単体への火力はブラックホールボンバーによって補うことになるが、『外伝』よりは高頻度で使う事ができるようになっている。
スコア倍率の最大値は24倍。更に、ブラックホールボンバーで破壊すれば基本倍率に更に4倍の倍率がかかる。よって、最大で基本点の(24*4=)96倍の得点が入ることになる。ブラックホールボンバーによる得点獲得範囲が広いのが利点。
アサルト シルバーホークバースト
『EX』以降に追加されたネクストの派生機体。
ショットはネクストと同様で、ボムは前方に放たれ弱い追尾性を持つ多段ヒット式の機雷型ホーミングボムになっている。
バースト攻撃に、発動するとその場に設置した後、徐々に前方に移動する球状の『スパークバースト』を搭載している。発動中にもう一度ボタンを押すとその場で炸裂する『バーストフィニッシュ』を行う。「スパーク」は設置バーストと同じく敵弾を無効化しながら貫通し（しかも地形も貫通する）、「フィニッシュ」は瞬間的に高威力かつ広範囲に攻撃を発生させる。通常のバーストビームと同じくカウンターも可能で、その仕様上1回のカウンターのチャンスで複数回「カウンター→フィニッシュ」を繰り返してダメージを稼ぐこともできる。ただし、バーストリンクには参加できない。
スコア倍率については、最大は16倍で、スパークで破壊した場合には更に倍率が適用される。それは「スパーク」が3倍（カウンター時5倍）、「フィニッシュ」が6倍（カウンター時7倍）とそれぞれ異なっており、最大で(16*7=)112倍と全機種中2番目に高い倍率のスコアが獲得できる半面、その倍率の高いフィニッシュで撃破するのにコツがいる機体となっている。
ジェネシス シルバーホーク
『EX』のアップデート『PHASE 2』で追加された『Gダライアス』準拠の機体。
基本的な武装は原作に準ずるため、レーザーは1本と細い。連射速度は普通だが、移動速度が少し早い。
キャプチャーシステムの代替として、バーストゲージの量に応じて（ゲージ50％以上で1機、100％で2機）自機より小型の支援機『サポートユニット』が現れ、自機を追従する。攻撃は直線状に弾を連射するもので、ショット属性の敵弾の相殺が可能。自機のショットをウェーブまで強化すると、同時にこちらもツインショットに強化される。バーストボタンを1回短く押すごとに、サポートユニットのフォーメーションが3通り（『自機上下で水平方向弾』、『自機後方で斜め方向弾』、『自機の動きをトレースしながら水平方向弾』）に変化する。また、サポートユニット自体も敵弾を受け止めたり敵機にダメージを与えたりことができるが耐久力が設定されており、これが0になるとユニットは破壊され、同時にバーストゲージが1機につき50％減少する。
サポートユニットが2機存在している時にバーストボタンを長押しすることで、サポートユニットを2機とも消費して『αバーストビーム』がチャージされ、チャージ完了後にボタンを離すことでバーストゲージが無くなるまで発射し続ける。発射後に『G』と同じように敵のバーストビームに接触することでバーストビームを吸収し、攻撃を最大5段階まで増強できるが放っておくと次第に減衰する。なお、バースト搭載機同様に発射中は方向転換ができなくなる。またαバーストビーム発射中はショットとボムが撃てないため、正面以外に対し無防備になってしまう。
スコア倍率に関しては、倍率レートが最大で17倍。それに加えて、サポートユニットの攻撃で3倍（体当たりでは5倍）、αバーストビームでは通常4倍、さらにバーストカウンターと吸収による強化の状態によって5～8倍に変動し獲得できる点が増える。よって、得点にかかる最大倍率は136倍と全機種中最高になっている。
ゲージ回復力が高く、カウンターのタイミングを計らずともバーストビームが強化できる点やサポートユニットの防御性能の反面、他のバースト搭載機と比べてバーストビームの貫通力が弱く即座かつ自由に撃てないことにより、取っ付き易く生存力が高いが攻撃力を発揮するにはコツが必要な機体になっている。得られる瞬間得点倍率も高いものの、それを狙う際には最大威力状態でのバーストカウンターで仕留めるタイミングの把握が必須となる。
パワーアップについては、レベルアップ（性能変化）するまでに要するパワーアップアイテムの個数は、PSP版の6個から、5個に変更されている。また多人数同時プレイ時には、プレイヤーの内1人がアイテムを取ると、取った場所を中心に暫く「アイテムフィールド」と呼ばれる光の輪が現れる（金銀アイテムを除く）。そして他プレイヤーは、消える前にその輪の中心に触れることにより同様にパワーアップ出来るようになっている。
スコア倍率については、PSP版と同じくバーストが使える機体は16倍まで上昇し、一方で自機にアームが張られた状態で攻撃を受けると倍率が1段階下がり、撃墜されると1倍に戻る。バーストビームで敵を倒すと撃破点が4倍（よって最大で基本点の(16*4=)64倍）、バーストカウンターで破壊すれば6倍（最大で(16*6=)96倍）に増加される。オリジン・セカンドでは、スコア倍率は4倍単位で変動し、最大60倍まで上昇。外伝は最大24倍まで、ジェネシスは最大17倍まで上昇倍率はボス戦が終了する度（新しいステージの道中が始まる度）に1倍に戻るが、敵の数が大幅増加したことでPSP版に比べてずっと倍率が上がり易く、1人プレイ時ではステージ前半で容易に最高倍率まで上げることが可能。なお、クロニクルモードのボス戦から始まるミッションでは最高倍率で始まり、ボスと連戦の場合はボス戦が始まる度に最高倍率になる。
特殊なボーナスとしては、道中で攻めてくる1編隊の敵機を全て撃破すると、敵機の種類によって決められたボーナス点（編隊ボーナス）が入る。このボーナスでは、最後の1機を撃破した際に、その時点でのスコア倍率（及びバースト等使用時は、更にそれに応じた倍率）が適用される。
ボス撃破時には経過時間に応じたタイムボーナス点（非表示のタイマー1秒につき30000点、さらにクロニクルモードではプレイヤー数に応じた倍率がかかる）、及びアームの残り枚数ボーナス（1枚につき3000点）を得ることができる。またオールクリア時には、シリーズ他作品にあったような残機数に応じたボーナスはなく、代わりにノーミスだったプレイヤーにボーナス10,000,000点が入る。

## オリジナルモード
全3面。ゲームスタート時より3つのコース（EASY、NORMAL、HARD）の中から1つを選択し、各面をクリアするごとにゾーン分岐が発生、最終的に5つのマルチエンドに到達することとなる。各面で最も上のゾーンを選ぶと最も難易度が低くなり、下のゾーンを進むほど難しくなる。
| 面数 | ゾーン名                                  | BGM                        | ボスBGM                    | ボス                                     | ボスモチーフ                                                  |
| ---- | ----------------------------------------- | -------------------------- | -------------------------- | ---------------------------------------- | ------------------------------------------------------------- |
| 1    | A 宇宙基地 （EASYの開始ゾーン）           | 組曲 光導 -第1曲 鉄の化石- | 組曲 光導 -第1曲 鉄の化石- | IRON FOSSIL （アイアンフォスル）         | シーラカンス                                                  |
| 1    | B 海底 （NORMALの開始ゾーン）             | Good-bye my earth          | Hinder Two                 | HARD WHEEL （ハードホイール）            | オウムガイ                                                    |
| 1    | C アステロイドベルト （HARDの開始ゾーン） | Good-bye my earth          | Hinder One                 | HYPER JAW （ハイパージョー）             | ゴブリンシャーク                                              |
| 2    | D 衛星軌道上                              | 組曲 光導 -第3曲 稲妻と剣- | 組曲 光導 -第3曲 稲妻と剣- | LIGHTNING CLAW （ライトニングクロー）    | ノコギリエイ                                                  |
| 2    | E 亜空間ゲート                            | Cylinder                   | Hinder Three               | ANCIENT BARRAGE （エンシェントバラージ） | タイマイ                                                      |
| 2    | F 宇宙艦隊                                | Abyssal Holic              | Hinder Four                | PHANTOM CASTLE （ファントムキャッスル）  | ハリセンボン                                                  |
| 2    | G サルガッソー                            | Abyssal Dependence         | Abyssal Dependence         | BRIGHTLY STARE （ブライトリーステア）    | デメニギス                                                    |
| 3    | H ガス惑星上空                            | 組曲 光導 -第5曲 暴君-     | 組曲 光導 -第5曲 暴君-     | VIOLENT RULER （バイオレントルーラー）   | ダイオウグソクムシ                                            |
| 3    | I 海底都市                                | The world of spirit        | The world of spirit        | THOUSAND KNIVES （サウザンドナイブズ）   | ミノカサゴ                                                    |
| 3    | J 惑星上空                                | The world of spirit        | The world of spirit        | HUNGRY GLUTTONS （ハングリーグラトンズ） | ピラニア                                                      |
| 3    | K 軌道エレベーター                        | Syvalion arrange ONE       | MMIX～GOLD                 | DARK HELIOS （ダークヘリオス）           | 第1形態：リュウグウノツカイ 第2形態：ドラゴン（サイバリオン） |
| 3    | L 宇宙要塞                                | Shady                      | Hello 31337                | GREAT THING （グレートシング）           | マッコウクジラ                                                |

ゾーンセレクト時のBGMは通常は「Bless you」であるが、全て上方向のコースA-D-Hを選択した場合のみ、A-D間で「組曲 光導 -第2曲 靄-」に、同じくD-H間では「組曲 光導 -第4曲 霞-」に変化し、最終ゾーンクリア時に流れる「組曲 光導 -第6曲 導き-」と併せて、「組曲 光導」という名前の通りシームレスなBGMになる。

## オリジナルEXモード
バージョンアップ"EX PHASE2"で追加された、オリジナルモードの高難易度版にあたる全3面モード。オリジナルモードと同様に3つのコース（EXPERT、EXTREME、EXCEED）の中から1つを選択し、各面をクリアするごとにゾーン分岐が発生、最終的にそれぞれのマルチエンディングに到達することとなる。中上級者向けに、オリジナルモードのステージ構成やボスが変更され（クロニクルモードで登場したステージ・ボスも登場）、ステージ道中は地形への対処が困難になったり、敵数も増えるなど、より難しいステージが揃う。
| 面数 | ゾーン名                                    | BGM                          | ボスBGM                    | ボス                                               | ボスモチーフ       |
| ---- | ------------------------------------------- | ---------------------------- | -------------------------- | -------------------------------------------------- | ------------------ |
| 1    | O 宇宙基地 （EXPERTの開始ゾーン）           | 組曲 光導 -第1曲 鉄の化石-   | 組曲 光導 -第1曲 鉄の化石- | KNIGHT FOSSIL （ナイトフォスル）                   | シーラカンス       |
| 1    | P 雲海 （EXTREMEの開始ゾーン）              | Departure                    | Hinder Two                 | GLASSY STARE （グラッシーステア）                  | デメニギス         |
| 1    | Q アステロイドベルト （EXCEEDの開始ゾーン） | Syvalion arrange ONE         | MMIX                       | DARK FLARE （ダークフレア）                        | リュウグウノツカイ |
| 2    | R 衛星軌道上                                | 組曲 光導 -第3曲 稲妻と剣-   | 組曲 光導 -第3曲 稲妻と剣- | LIGHTNING FLAMBERGE （ライトニングフランベルジュ） | ノコギリエイ       |
| 2    | S 亜空間ゲート                              | 淡々ト敵ヲ撃破               | Hinder One                 | TRIDENT JAW （トライデントジョー）                 | ゴブリンシャーク   |
| 2    | T 海底                                      | 残骸ノ中静カニ思イヲ巡ラセル | Hinder Three               | THOUSAND EDGE （サウザンドエッジ）                 | ミノカサゴ         |
| 2    | U 軌道エレベーター                          | The world of spirit          | The world of spirit        | HEAVY GLUTTONS （ヘビーグラトンズ）                | ピラニア           |
| 3    | V ガス惑星上空                              | 組曲 光導 -第5曲 暴君-       | 組曲 光導 -第5曲 暴君-     | GOLDEN RULER （ゴールデンルーラー）                | ダイオウグソクムシ |
| 3    | W 洞窟                                      | ココロ                       | Hinder Four                | DUAL SPIN （デュアルスピン）                       | ハリセンボン       |
| 3    | X 惑星上空                                  | Iron Corridor                | Catabolism                 | DREADFUL WHIP （ドレッドフルウィップ）             | ゴマフイカ         |
| 3    | Y サルガッソー                              | Abyssal Dependence           | Abyssal Dependence         | SLASH SHELL （スラッシュシェル）                   | タイマイ           |
| 3    | Z 海底神殿                                  | 残骸ノ中静カニ眠ル           | Hello 31337                | G.T.V （ジーティーブイ）                           | マッコウクジラ     |

オリジナルモードと同様に、ゾーンO-R-Vコースでは、A・D・Hと同様にやられると次の自機がアームを1枚纏って出現する。また、通常は「Bless you」であるゾーンセレクト曲もO-R間では「組曲 光導 -第2曲 靄-」に、同じくR-V間では「組曲 光導 -第4曲 霞-」に変化する。

## クロニクルモード
宇宙の至る場所に侵略しているベルサー軍を排除するため、星系内にあるエリア（攻略地点）に赴き、そこに駐屯するベルサーの戦艦の撃破を目指すモード。

### システム
1プレイにつき1つのエリアを攻略可能。
各エリアは数十個ずつに「星系」という上位区分で、その星系も「レベル」という最上位区分で分類されており、初めから全ての星系・エリアが選択できるわけではない。各エリアは戦争もののボードゲームの様な6角形のマス目（ヘクス）状に配置されている。そして各筐体毎に、既存の未攻略エリアにあるミッションをクリアすることでそのエリアが「解放」となり、その周囲のエリアが戦場となる新たなエリアが判明ないし選択可能、という形になっている。エリアが既に攻略されているかどうかはエリア選択時に確認可能で、既攻略エリアでもハイスコアを目指すなどのための再挑戦が可能である。そして赤い表示の「拠点」エリアを攻略することで新たな星系が現れる。
エリア選択は、「レベル・星系選択→エリア選択」の順に行われる。エリア選択前なら星系を選び直すことも可能で、エリア数が1000以上と膨大なために初期設定で99秒の選択時間が設けられている。その際、エリア情報として「クリア歴の有無」「ルール（アイテム制限・解放条件など）」「難易度」「選択可能機体と初期パワーアップ状態」「ステージ構成」「ハイスコアとスコアネーム（各筐体に於けるものと、全国での集計によるもの）」が表示される（詳細は後述）。
難易度は星の個数（1～10個）で表され、他にその個数に応じて「簡単（3個以下）」「普通（4～6個）」「難関（7～9個）」「極悪（10個）」と併記されている。
各エリアは、各ステージの道中とボス戦を分割し、様々に組み合わせる形で構成されている。つまり、例えばオリジナルモード同様の「『ステージの道中→ボス戦』を3回繰り返す」という構成のエリアもあれば、「いきなりボス戦→ステージの道中→ラストボス戦」や「ステージの道中だけ数ステージ分→最後にボス戦」、「ボス戦のみ1～5回」という構成のエリアもある。この構成内容は、エリア選択時にアイコン表示で確認可能（当該ミッションが未攻略のうちは初めの2単位分までだが、解放後には6単位分までが表示される）。
なお、各エリアではオリジナルモードでは登場しなかったステージやボス、BGMが使用されているものもあり、中には初代『ダライアス』など旧作で使われたBGM・アラート音が流れるエリアやクロニクルモード限定のボスが出現するエリアも存在している。オリジナル・オリジナルEXモードと同種のボスが出現する場合も、攻撃パターンや耐久力が調整されている場合がある。
エリア毎に、幾つかの制限が設けられている。
- 出撃可能な機種が一定の2種のみに制限されている。

- エリアと機種毎に、指定された自機のパワーアップレベルでスタートする。ミス後に復活した時（その場復活）、アームのレベルと残数はエリアごとの初期設定に戻される。

- 特殊・または解放のための条件（満たせなかった場合でも最後まで進めるが、エリア解放・新エリア出現やスコアの記録はされない）の設けられたものがある。

- 全アイテム開放ルール - オリジナルモード準拠。特に制限はない
- 装備固定ルール - パワーアップアイテムがすべて銀アイテムに差し替えられる
- 攻撃力強化ルール - パワーアップアイテムは赤・緑のみ出現
- 防御力強化ルール - パワーアップアイテムは青のみ出現
- バースト強化ルール - PSP版のバーストモードのように、バーストゲージが敵機・敵弾破壊時以外にも時間経過で回復し続け、パワーアップアイテムがすべて銀アイテムに差し替えられる。ただし外伝シルバーホークだけは回復効果を受けられない。
- 2（3、4）人限定ルール - 開始時に指定された人数ピッタリでエントリーしていなかったり、途中乱入で指定人数を超えてしまうと失敗
- 1クレジット限定ルール - コンティニューや残機無限エントリーを行うと失敗（4人エントリー時にのみ、2クレジットでの開放が認められる）
- ノーミス限定ルール - (参加プレイヤーの誰かが)ノーミスボーナスを獲得することでのみ解放される

筐体には各エリア毎に初めてそのエリアを解放したプレイヤーの名前の及びその筺体でのハイスコアを記録したプレイヤーの名前及びスコアが記録される上、ワールドトップスコアとして全筺体中そのエリアでのトップスコアを出したプレイヤーの名前及び店舗名が表示される。インターネットを通じて全筐体中のランキングも集計され、その結果は各筐体や公式サイトで確認可能になっている。なお、複数人での攻略が条件となっているエリアでは全員のスコアの合計がランキングの対象になるが、スコアネームは最もスコアが高かったプレイヤーが入力する。

## イベントモード
オンラインで配信されるイベントに参加するためのモード。
詳細は、関連イベントを参照。

## ボス戦艦の原種と亜種の関係
クロニクルモード各エリア、及びオリジナルEXモードに於けるボスには、オリジナルモードで現れる12種の戦艦の他、それらとはカラーリングが異なり、兵装や攻撃パターンも大なり小なり変更された、亜種戦艦が存在する。中には、PSP版やシリーズ過去作に現れたものと同名の戦艦もあるが、全く同じというわけではない。以下にそれらを示す（頭に☆があるのはアップデート'Unlock A'で、◎があるのはアップデート'EX PHASE 2'で、△があるのはアップデート'Unlock B'で追加されたボス）。
| 原種                                    | 亜種 |
| --------------------------------------- | --- |
| IRON FOSSIL（アイアンフォスル）         | KNIGHT FOSSIL（ナイトフォスル） KING FOSSIL（キングフォスル）                                                                 |
| HARD WHEEL（ハードホイール）            | MUD WHEEL（マッドホイール） THORN WHEEL（ソーンホイール）                                                                     |
| HYPER JAW（ハイパージョー）             | DISASTER JAW（ディザスタージョー） HEAVY JAW（ヘビージョー） ASSAULT JAW（アサルトジョー） ☆TRIDENT JAW（トライデントジョー） |
| LIGHTNING CLAW（ライトニングクロー）    | LIGHTNING FLAMBERGE（ライトニングフランベルジュ） LIGHTNING PRISON（ライトニングプリズン）                                    |
| ANCIENT BARRAGE（エンシェントバラージ） | SLASH SHELL（スラッシュシェル）                                                                                               |
| PHANTOM CASTLE（ファントムキャッスル）  | MIRAGE CASTLE（ミラージュキャッスル) DUAL SPIN（デュアルスピン）                                                              |
| BRIGHTLY STARE（ブライトリーステア）    | INSANE STARE（インセインステア） GLASSY STARE（グラッシーステア）                                                             |
| VIOLENT RULER（バイオレントルーラー）   | GOLDEN RULER（ゴールデンルーラー） △SAVAGE RULER（サベージルーラー）                                                          |
| THOUSAND KNIVES（サイザンドナイブズ）   | THOUSAND EDGE（サウザンドエッジ） THOUSAND BULLETS（サウザンドバレッツ）                                                      |
| HUNGRY GLUTTONS（ハングリーグラトンズ） | BRUTE GLUTTONS（ブルートグラトンズ） HEAVY GLUTTONS（ヘビーグラトンズ）                                                       |
| DARK HELIOS（ダークヘリオス）           | DARK FLAME（ダークフレイム） ◎DARK FLARE（ダークフレア）                                                                      |
| GREAT THING（グレートシング）           | ☆G.T.V（ジーティーブイ） △G.T.B（ジーティービー）                                                                             |

また亜種戦艦の他にも、オリジナルモードでは登場しない全く新しいタイプの戦艦が登場する。以下にそれらを示す。
| ボス（原種）                                 | 亜種                                                                    | ボスモチーフ |
| -------------------------------------------- | ----------------------------------------------------------------------- | ------------ |
| MASSIVE WHIP（マッシブウィップ）（強靭な鞭） | ☆BLAZES WHIP（ブレイズウィップ） ◎DREADFUL WHIP（ドレッドフルウィップ） | ゴマフイカ   |

## 関連イベント
アップデートによりイベントモードが搭載される以前にも、稼働直後から次のような公式イベント・企画が行われてきた。
月間漁獲高発表
稼働中の筐体の各々について、月毎に1日午前0時から（初回の2011年1月度のみ、稼働日・2010年12月17日から）翌月1日の午前0時までのプレイ時にプレイヤーが獲得したスコアの総計を競い、全国1位、及び全国を9地区に分けた中での1位の筐体を稼働させている店舗を、表彰状と記念品で顕彰する企画。2011年12月度まで毎月、全12回行われた。
各部門で入賞した店舗は、各店舗毎の稼働状況と共に公式サイトで確認可能。
争奪！アイアンフォスル杯
オリジナルモードのゾーンA-D-Hを通過するコースを4人同時にプレイし、（4人分の合計点の）ハイスコアを競うイベント。2011年3月1日から6日にかけて、全国のタイトー直営店で行われた。
このイベントでの最高スコア228,018,603点を獲得したタイトーステーション難波店には、優勝記念として金属製の「アイアンフォスル オブジェ」が展示されることとなった。
ダライアスバーストAC公式タイトルマッチ 東西決戦
前項の経緯でタイトーステーション難波店に設置されていたアイアンフォスルオブジェの争奪を賭けて、タイトーステーション和光店との2店間で行われたイベント。期間は2011年12月16日から18日。
オリジナルEXモードのゾーンP-T-Xを通過するコースを4人同時にプレイし、4人合計のハイスコアを競った。
最高スコアは、難波店が318,821,053点、和光店が319,912,603点だった。この結果、オブジェは勝利した和光店に移設されることとなった。
イベントモード搭載後は、これを活用し次のような公式イベントが行われている。
シルバーホーク杯
2012年1月27日から2月5日まで配信。
レジェンド、ジェネシス、外伝の3機から選び、ボスを速攻撃破してクリアまでの時間を競うタイムアタック。
出現するボスはドレッドフルウィップ、グレートシング、G.T.V。イベント用に難易度が下げられ、弾速や耐久力がクロニクルモードに比べて若干弱化していた。
争奪！アイアンフォスル杯 冬の陣
2012年2月17日から2月26日までタイトー系列の店舗のみ配信。
2人プレイ限定のスコアアタックで、17日から23日までの練習期間が用意され、24日から26日まで各日の最高スコアの合計で争われる。
対象となったコースはオリジナルEXモードのゾーンO-R-Vとほぼ同じ（BGMが異なっている）。
優勝店舗であるタイトーステーション旭サンモールにはアイアンフォスルオブジェが展示される。
第2回シルバーホーク杯
2012年3月9日から3月18日まで配信。
ボスを速攻撃破してクリアまでの時間を競うタイムアタック。
出現するボスはハイパージョー、インセインステア、サベージルーラーの赤いボス達。
クロニクルモードではマップの奥深くにいる限定ボス「赤い恐怖」ことサベージルーラーを見ることができる、貴重な機会を生み出した。
複数でプレイする場合は、全員が違う機体を使わないと失格となる。
アルカディア杯
2012年3月30日から4月8日まで配信。
『月刊アルカディア』との連動企画で、全ステージクリア時のスコアを競うスコアアタック。
複数でプレイする場合は、全員が違う機体を使わないと失格となる。
第3回シルバーホーク杯
2012年4月27日から5月6日まで配信。
ボスを速攻撃破してクリアまでの時間を競うタイムアタック。
出現するボスはアイアンフォスル、ナイトフォスル、キングフォスル、ダークヘリオス、ファントムキャッスル。
こどもの日に開催されたので、ボスやポスターはこいのぼりがモチーフとなっている。
複数でプレイする場合は、全員が違う機体を使わないと失格となる。
第4回シルバーホーク杯
2012年6月1日から6月10日まで配信。
深緑をベースとした海底を進んでいく。
出現するボスも、緑を基本色としたディザスタージョー、ブライトリーステア、エンシェントバラージの3体。
複数でプレイする場合は、全員が違う機体を使わないと失格となる。
第5回シルバーホーク杯
2012年6月29日から7月8日まで配信。
4体のボスと戦うタイムアタック方式。
複数でプレイする場合は、全員が違う機体を使わないと失格。
第6回シルバーホーク杯
前半戦は2012年8月10日から8月17日まで、後半戦は8月18日から8月26日まで配信。
前半戦と後半戦で出現するボスが異なる。
複数でプレイする場合は、全員が違う機体を使わないと失格。
第2回アルカディア杯
2012年9月28日から10月8日まで配信。
『月刊アルカディア』との連動企画は2回目。
複数でプレイする場合は、全員が違う機体を使わないと失格。
第7回シルバーホーク杯ファイナル
2012年12月21日から12月31日まで配信。
4体のボスと戦うタイムアタック方式。クロニクルモードでの最終盤マップ限定だったG.T.Bがコースの最後を飾った。
複数でプレイする場合は、全員が違う機体を使わないと失格となる。
本イベント終了後、2013年1月1日から1月6日まで「イベント番外編・挑戦者!」と題して、ボス12連戦を行うイベントを配信した。この番外編は集計・表彰等は行われなかった。
この他にも、一部のタイトー直営店では定期的に「クロニクルモード 解放大会」が開かれている。これは、開催中だけプレイ料金を下げるなどしてクロニクルモードのプレイを促すもので、参加者同士を組にして複数人プレイ限定や高難易度のエリアの攻略を進めるなどしている店舗もある。また、店舗やプレイヤーコミュニティによる独自のイベントも開催されている。

## 用語・俗称
ゲームの稼働が続くにつれ、公式サイトでの記述、ないしはTwitterなどから幾つかの用語が発生した。
漁獲高
スコア（獲得点）のこと。
下記の「捕鯨」から転じたものとされるが、公式サイトのスコアランキングにおいて「ダライアス軍人が使用する隠語」として掲載され、公認となった。
光導（ルート、コース）
オリジナルモードにおける、ゾーンA-D-Hを通過するルートの通称。このルートを通過することで、ステージBGM、ボスBGM、インターミッションBGMの全体を通して聞ける一連のBGMのタイトル「組曲 光導」（第1曲-第6曲）に由来。
なお、オリジナルEXモードで同じBGMの流れるルート、ゾーンO-R-Vは「裏光導（ルート、コース）」と呼ばれる。
捕鯨（ルート、コース）
オリジナルモードにおける、ゾーンC-G-Lを通過するルートの通称。オリジナルモードで最強とされるボス「グレートシング」に挑むための唯一のルートであることに由来。
なお、オリジナルEXモードで最強のボス・G.T.Vに挑める唯一のルート、ゾーンQ-U-Zは「裏捕鯨（ルート、コース）」と呼ばれる。

## 移植版
PlayStation 4 (PS4) には後述する経緯により、『クロニクルセイバーズ(CS)』と『EX+』の両作がリリースされている。Nintendo Switchは『EX+』のみ、PlayStation Vita・Windowsには『CS』のみリリースされている。
下記は『CS』・『EX+』の両方に共通して実装されている各モードについて解説する。その後、各作品の概要と独自のモードについて解説する。

### ACモード
『AC』の完全移植モード。画面比率は基本的にアーケード版同様、16：9×2画面（32：9）（PCのみマルチモニター対応）。
- 4人同時プレイも可能（Vita版のみ不可）だが、オンラインを通しては不可。
- ステージはACEXの『クロニクルモード』を含めすべて収録。クロニクルモードではプレイヤーの選択した『Cabinet』に応じ、オンライン上で進捗状況が共有される。

### ダライアスバースト クロニクルセイバーズ
『ダライアスバースト クロニクルセイバーズ』（DARIUSBURST CHRONICLE SAVIOURS、以下『CS』）は、角川ゲームスより2016年1月14日に発売された、『～アナザークロニクル』（AC）および『～クロニクル EX』（ACEX）の家庭用ゲーム版。

#### 概要（CS）
本作をリリースした当時、タイトーは家庭用ゲーム事業を全てスクウェア・エニックスに移譲していたため、自社単独では長らく『AC』の移植も含め家庭用ゲームの発売が困難な状況にあった。しかし水面下では各方面に対しこのリリースを請け負ってくれるようアプローチを続けていた。
アーケード版の稼働から約5年を経た2015年、KADOKAWAグループのキャラアニが初めて製作する家庭用ゲームソフトとして『AC』移植の発売を受け持つ事で話が纏まり、移植版『CS』のリリースが実現した。パブリッシングはキャラアニと同じKADOKAWAグループに属する角川ゲームスが担当する。
プロデューサーである渡辺浩章の発案によりDLCモードを導入。DLCモードでは他社のSTGタイトルの機体がメーカーパックとして使用可能になることで話題に。DLC開発は第1弾から2弾まで引き続いてピラミッドが、第3弾からはグレフが担当している。
2017年3月30日はPlayStation 4のパッケージ版も発売された。

#### CSモード
アーケード版クロニクルモードをベースに、16:9画面での一人プレイ専用に調整されたオリジナル仕様の新モード。。ダライアスバーストシリーズの歴史（ダライアス歴1904年以降）を網羅したストーリー（ミッション中では字幕付き）が展開される。
- ミッションごとに機体とパワーアップレベルの「プリセット」、及びルールやミッションモードが設定されている。ミッションのBGMはプリセット機体準拠となっている。
  - 機体は「プリセット」の他に、ミッションクリア時のスコアで蓄積されたポイントを支払って機体とパワーアップレベルを自由にカスタマイズできる「セレクト」が使用可能。
  - セレクト機体はポイントを支払って購入することで、全ミッションで使用可能になる。一方パワーアップレベルの設定は、ミッションごとにその都度消費することになる。当然ながらレベル・取得済みアイテム数が多いほど消費ポイントは高くなる。
  - 自己ベストスコアはセレクト機体でも登録されるが、インターネットランキングへの参加はプリセット機体でしか行えない。
- ルールは機体のパワーアップなどにかかわる。
  - 全アイテム開放ルール - 全パワーアップアイテムが出現する。
  - 装備固定ルール - パワーアップアイテムが全て銀アイテムになる。
  - 攻撃力上昇ルール / ショット上昇ルール / ボム上昇ルール / 防御力上昇ルール - それぞれ赤&緑/赤/緑/青アイテムのみ出現する。ボス戦前にアイテムが出現する場合もある。
  - アイテム開放バーストルール - 全パワーアップアイテムが出現し、バーストゲージが回復し続ける（ACと違い、外伝シルバーホークも効果を受けられる）。
  - 装備固定バーストルール - パワーアップアイテムが全て銀アイテムになり、バーストゲージが回復し続ける。
- ミッションモードは以下のとおり。一部ミッションに特殊な条件がある。
  - オリジナル - 従来通りにゾーンとボスを攻略していく通常のルール。残機数は各エリア毎に設定されており、撃墜された場合はルールや開始時の装備に関係なくアームを3枚装備した状態で復帰する(「AC」クロニクルモードのアームレベルリセットは廃止されている)。残機が0の状態で自機が撃墜されるとミッション失敗。
ミッションによっては途中で特定条件を満たすとルート分岐が開放され、別のゾーンに進める場合がある。
  - スクランブル - 『AC』イベントモードに採用されていたタイムアタックルール準拠。エリアのクリア時間が記録され、ランキングもスコアではなくクリア時間で競われる。ダメージを受けると時間加算のペナルティ。残機は共通してゼロで、自機が撃墜されるとミッション失敗となる。
このルールと後述のディフェンダーでは、ステージ道中内で画面内に出現している敵や編隊を全滅させるとすぐに次の敵や編隊が出現するようになっているため、可能な限り素早く敵編隊を全滅させて早回しを行う事が重要となる。
  - ディフェンダー - 『ハレーズコメット』をベースとした完全新規ルール。画面左端に耐久ゲージが設置され、敵を撃ち漏らして接触されると減少する。これも残機は共通してゼロ。ボス戦に到達する前に耐久ゲージが無くなるか、自機が撃墜されるとミッション失敗。
ダメージを受けると、耐久ゲージへのダメージが倍増するまでの残り時間がさらに減少。残り時間や耐久ゲージの残量によってスコアボーナスが入る。
- 大きなマスで表示されるミッションをクリアすることで新たにミッションが追加され、ゲームが進行していく。また特定の大マスミッションをクリアすると、既存ミッションが裏ミッションに差し替わったりする場合もある。
- ステージ背景・ボス戦艦とプレイヤー機体にそれぞれ新規デザインされたものが追加。合わせて、ZUNTATAによる新曲も追加されている（既存曲・SEもそのまま移植されているが、ボディソニックに関してはオミットされている）。

ACモードに収録された機体は全て使用することが出来る。加えて、このモード専用の新機体も新たに登場する。
ムラクモ シルバーホークバースト
「惑星トキオで建造された」「ジェネシスシルバーホークの制御システムとネクストのバースト機関を融合したハイブリッド機」という設定。正式名称は、「ジェネシスシルバーホーク/バーストプラス ムラクモ」。
ジェネシスシルバーホークに『スクランブルフォーメーション』(海外版名称：TOKIO)の要素を組み込んで強化したような性能。サポートユニットは耐久力が低くなっている代わりに最大4機まで追加されるようになり、3通りのフォーメーションも「四方に位置し上下斜めにレーザーショットを撃つ」「自機周囲を回転しミサイルショットを撃つ」「自機をトレースしながら小ウェーブを撃つ」ものへと変更されている。
ハイブリッド機の設定どおり、ショットがジェネシス、ボムがネクストの物を準拠している。
バーストボタンを長押ししている間コンプレッションバーストビームが発射される。任意終了が可能で、一定時間照射し続けた後に発射を止めると、スパークバーストのようにバーストビーム照射地点に広範囲への爆発を起こして攻撃する「バーストインパクト」が発動する。またαバーストビームのように、タイミングにかかわらずバーストカウンターが可能になっているが、カウンター成功時のゲージ回復速度は最も遅い。
バーストビームやバーストインパクトの発動がやや遅めで、通常時の攻撃力も低いという欠点はあるが、サポートユニットとバーストによってもたらされる生存力は抜群のものがある。
ただし、基本的なスコア倍率が最大15倍で止まるため、高得点を狙うにはバーストビームとバーストインパクトの積極的な活用が不可欠になってくる。バーストビームでのスコア倍率は2倍、バーストインパクトは5倍（カウンター成功時はそれぞれ4倍/7倍）となる。
追加された新登場ボスは3種（＋亜種）。
| ボス（原種）                                              | 亜種                                                                               | ボスモチーフ       |
| --------------------------------------------------------- | ---------------------------------------------------------------------------------- | ------------------ |
| FORCE CLAW（フォースクロー）（理力の爪）                  | SOLID CLAW（ソリッドクロー） DOUBLE CLAW（ダブルクロー） TWIN CLAW（ツインクロー） | カニ               |
| AZURE NIGHTMARE（アジュールナイトメア）（紺碧の悪夢）     | CRIMSON NIGHTMARE（クリムゾンナイトメア）                                          | アオミノウミウシ   |
| GIGANTIC BITE（ギガンティックバイト）（巨大なる噛みつき） | なし                                                                               | ダンクレオステウス |

#### DLCモード
ダライアスシリーズ外作品をテーマに本作の既存マップから構成されたステージをプレイする、『CS』独自のモード。DLCにより追加された機体はこのモードでのみ使用可能で、反対にDLC追加機体が一つも導入されていない場合は選択できない。基礎得点場率はどの機体も基本的に16倍で、これからさらに攻撃の仕方によって倍率がかけられる。
DLCモード専用機体は以下の通り。一部のアイテムのデザインと動きが原典基準に変更されている。DLCによっては演出等も原作仕様に変更される。BGMは基本的に原作のBGMを採用しているが、一部はアレンジを行っている。

#### TAITO Pack
タイトーのゲーム3タイトルとのコラボレーション。
- インターグレイ（ナイトストライカー）
  - 真正面を攻撃するレーザーキャノンと、移動によって軌道が変化するホーミングショットで攻撃。またバーストゲージを消費して、一部レーザー以外の敵弾とバーストビームを防ぐバリア(バースト属性)を張りつつホーミングミサイル（緑アイテムで強化、カウンター可）を連射することができる。
  - 追加倍率は、ホーミングショットで2倍、バリアでの攻撃で3倍、ホーミングミサイルで4倍、カウンター時のミサイルで5倍となっている。
  - 敵を撃破せずにノーダメージクリアすることでパシフィストボーナスも得られるが、達成が非常に困難な割にボーナス点は莫大という訳ではない。
- ブラックフライ（メタルブラック）
  - 赤・緑アイテムが出現せず、通常ではバーストゲージも増加しないが、道中の敵を破壊したりボス戦での時間経過によりゲージを増加させるアイテム「NEWALONE」が出現する。
  - 通常ショットは威力が高いが、真正面にしか攻撃できない。バーストゲージにより弾の大きさと威力が若干変化する。
  - バーストゲージを消費して無条件カウンターが可能な「収束ビーム」と、バーストビームも阻害でき周囲を攻撃する「拡散ビーム」を使用可能。原作と違いどちらも途中で中断できるようになっているが、ビームで敵を破壊してもゲージはすぐには回復しない。
  - 追加倍率は、拡散ビームで2倍、収束ビームで4倍、カウンター時の収束ビームで6倍となる。また、「NEWALONE」の取得に応じて得点を獲得できる。
- X-LAY（レイフォース）
  - 緑アイテムが出現せず、赤アイテムの外見・挙動が原作寄りに変更される。
  - 通常ショットは威力が高いが射程がやや短く、段階ごとに相殺不可→ウェーブ属性→ミサイル属性という特殊な変動をする。
  - バーストゲージは存在しないが、16本までロックオン・同時発射できるロックオンレーザーを使用可能。通常時はロックオンサイトが小さいが、威力が少し高い赤色のロックオンレーザーをロックした目標に発射し、破壊時にロック数に応じた得点倍率がかかる。長押しするとロックオンサイトが拡大し緑色のロックオンレーザーを自動連射できるが、威力は下がり得点倍率もかからなくなる。
  - 追加倍率はホーミングレーザーでの同時ロックオン数に比例し、最大8倍。最大得点倍率は128倍になる。

#### SEGA Pack
セガとのコラボレーション。
- TRY-Z（ギャラクシーフォースII）
  - ショットはミサイルを相殺し、パワーアップによって3方向にまで拡散する。
  - 上下どちらかに移動しながらゲージを消費して、上下にダッシュしながら「ローリングミサイル」を斉射し、回避と攻撃を同時に行うことができる。「ローリングミサイル」の追加倍率は2倍。
  - このローリング中に「回避」によってダメージを無効化（敵機・敵弾・地形に触れる）するとエフェクトが発生し、一定時間スコア倍率が強化される。通常時は2倍、バーストを回避した場合は3倍に強化。後者のバーストカウンター状態は回避によってエフェクトを維持すれば同様に継続できる。
- ハリアー（スペースハリアー）
  - ショットはレーザーを相殺し、威力とスコア倍率が飛距離に反比例し、近距離では高威力だが遠距離ほど威力が下がる。
  - 振り向き操作が存在せず、ショットを撃たずに移動すると上下反転方向に回転する。
  - バーストゲージを消費し、設置バーストのようにビームを放つ分身体を一定時間出現させることができる（緑アイテムで強化）。最大4つまで同時に出せ、バーストリンクも発生させることが可能。
  - 追加得点倍率は、ショットの中距離ヒットまたは分身体のビームで2倍、近距離ヒットで4倍になる。
- オパオパ（ファンタジーゾーン）
  - 振り向き操作はショットを撃たずに移動することで自動的に行われる。
  - 赤・緑アイテムとバーストゲージが出現しない。代わりに、敵を破壊することで出現するコインを集め（ボス敵はショットを当てるとコインを出す）、これを消費してショットの一時変更を行ったり、強力なボム攻撃を行う。本作ではショップなしでどこでもアイテム購入が可能な仕様だが、購入のたびにアイテムの単価が上がっていくのは同様であり、どこでパワーアップするかが重要となる。
  - 購入可能なアイテムはウェーブ状の「ワイドビーム（ウェーブ属性）」、一直線上に放つ「レーザービーム（レーザー属性）」、拡散弾の「7WAYショット（ミサイル属性）」、画面全体にダメージを与える「スマートボム」、自機の頭上から落とす高威力の「ヘビーボム」の5つ。ショット系は時間制、ボムはストック制となっている。
  - 基礎特点倍率は16倍だが、パワーアップによってさらに倍率が強化される。ショット系は左から3倍、4倍、5倍に変動する。ボムは、スマートボムで5倍、ヘビーボムで6倍になる。

#### CAVE Pack
ケイブとのコラボレーション。
- DeltaSword（怒首領蜂 大復活）
  - ボタン操作でミサイル属性の直線状ショット、バーストボタンでバーストを相殺可能な直線レーザーを打ち分けて放つ。この二つの攻撃はそれぞれ移動速度が異なり、後者が低速になる。ショットはオプションが自機の左右におり幅広く、レーザーは根元のオーラにも攻撃判定を持つ。
  - バーストゲージ最大時に「大復活」仕様のハイパーカウンターモードを発動可能になる。この状態では攻撃力上昇とショット攻撃が全属性相殺のバースト属性に変化する。発動時はバーストゲージを一括消費する代わりに数字でのカウントになるため、状態を維持しつつさらにバーストゲージを上げることもできる。
  - 得点システムは本作の仕様に加えて、怒首領蜂で採用されているものを複合。敵を破壊するたびに左上のヒット数が表示され、敵を破壊することによって星アイテムも出現。このヒット数はハイパーカウンターモードでその数に応じて得点倍率が最高5倍になる。ただし、ヒットがしばらく中断されると減少し、ハイパーカウンターモード発動中かつヒット減少状態になるとヒット数は0にリセットされる。
  - なお、パワーアップは原作と違い、赤でメインショット、緑でオプションおよびレーザーが強化される。金・銀アイテムは蜂アイテムに変化し、ほぼ原作と同等の仕様の効果を得る。
- AH-Y72ティーゲルシュベルト（ケツイ ～絆地獄たち～）
  - 広範囲に広げるミサイル属性のワイドショットと、レーザーのようなマーカーショットにあたった敵をロックし、オプションから集中的に攻撃する無属性のロックショットを打ち分け可能。ロックショットは原作と同等の仕様だが連射力に優れて、バーストを相殺可能になっている。
  - 赤アイテムでメインショット、緑アイテムでオプションを強化。また、得点アイテム「倍率チップ」が出現。基本的に原作と同等の仕様だが、ボス撃破時の仕様はダライアスバーストと同等の、セットされている倍率チップの得点倍率が採用されている。
- ウィンディア（デススマイルズ）
  - ショットボタンとバーストボタンでそれぞれ左右の方向に打ち分ける。また、連打でミサイル属性の幅が広いが途切れやすいショット、押し続けるとレーザー属性の幅が狭めで途切れにくいショットに変化する。
  - オプションの使い魔も再現されており、本体のショットの変化に合わせて直線ショットと、位置固定での移動によって軌道が変化する貫通弾を放つ。
  - 後述のアイテムカウンタを消費することで、近くの敵を自動で狙い撃つロックショットを撃つことができる。
  - 赤アイテムで自機強化、緑アイテムで使い魔強化。さらに得点アイテムのドクロや王冠が出現。この得点アイテムはアイテムカウンタとして集計され、500以上集めることでアイテムカウンタを消耗するパワーアップを発動可能。パワーアップ状態では攻撃力が強化され、得点アイテムが大量に出現するようになる。
  - ウィンディアでは基本倍率以外の得点倍率を持たないが、アイテムカウンタ1000以上、またはパワーアップ状態で得点アイテムを集めることでボーナスポイントが集計される。これはステージ終了時に10倍の数値が得点として集計される。

#### EIGHTING Pack
エイティングとのコラボレーション。
- ミヤモト（魔法大作戦）
  - 自機からのメインショットと、上下に設置されているオプションからのショットで構成されている。オプションは3種類の攻撃に切り替えることが出来、前方を集中的に攻撃する緑のフロントショット、爆風が残る青のワイドショット、敵の位置に向かって方向を変える赤のホーミングショットを放つことができる。
  - 赤アイテムでメインショット、緑でオプションを強化。フロントショットは最大強化でレーザー属性および貫通属性になる。
  - バーストゲージ最大で、自機前方に超魔法ボンバーを放つ。外伝シルバーホークのブラックホールボンバーを局所化したようなもので、攻撃時間と範囲は抑えられているが、原作と同様にゲージが溜まりやすくボムを連発しやすくなっている。
  - 得点倍率はオプションおよびボムによって倍率が上乗せされ、オプションで3倍、ボムで5倍になる。
- 屠竜（蒼穹紅蓮隊）
  - ミサイル属性のメインショット（パワーアップにより、斜め上に攻撃するレーザー属性のサブショットを2つ追加）と、N.A.L.S.で攻撃する。
  - N.A.L.S.はX-LAYと同様に、ウェブと言うロックマーカー内に捉えた敵を攻撃するサーチ型ロックオン攻撃となっており、さらにウェブの範囲やロックオン数など性能が異なる「EI-DOH」「PINPOINT」の2つに切り替えることができる。
  - EI-DOHは距離は短いが、ロックオン数が多く半円状に広くサーチ可能な広範囲型。PINPOINTはロックオン数は少なめだが高威力でサーチ距離が長く、円錐状に徐々に前方が広がっていく集中攻撃型。
  - バーストゲージが最大の時にボムを発射可能。ウェブの展開、非展開によって前方に大爆発、多数の小爆弾による拡散攻撃（ロックオン可）に変化する。
  - 赤アイテムでメインショット、緑アイテムでN.A.L.S.が強化される。
  - 得点倍率はN.A.L.Sの攻撃によって最大5倍に上昇。敵を攻撃し続ける限り倍率は一定時間維持される。ボムで攻撃すると3倍上乗せされる。
  - 当機体でプレイすると、ボス出現表示が原作の漢字仕様になる。
- ワイルドスネイル（バトルガレッガ）
  - 自機のメインショットと最大4つのオプションからのショットで構成されている。
  - メインショットは3列そろって発射。中心が貫通レーザー属性、それ以外が非貫通ミサイル属性となっている。
  - オプションは4種類の攻撃方法（ノーマル、ローリング、リバース、ホーミング）に切り替え可能で、それによってオプションショットの属性も変化する。
  - 赤アイテムでメインショット、緑でオプションが強化。また、バーストゲージがない代わりにボムチップと勲章が出現する。勲章およびボムは原作通りの仕様。
  - 攻撃によって得点倍率が上乗せされ、オプションで3倍、ボムで4倍となる。

#### CAPCOM Pack
カプコンとのコラボレーション。
- ALPHA（サイドアーム）
  - ショットボタンとバーストボタンでそれぞれ左右の方向に打ち分ける。
  - POWアイテムを撃ち続ける事でビット、ショットガン、メガバズーカランチャー、3WAYに変わり、取得するとパワーアップする。方向変換ボタンで切り替えが可能。
  - バーストゲージが溜まっている状態で設置バーストボタンを押す、低確率で出現する合体POW（α／β）を取得するとBETAが出現してα／β合体をして、バーストゲージがなくなるか被弾するまで専用のショットを撃つ事ができる。
- SABER（VARTH）
  - バルカン、ワイドショット、レーザーの3種類で構成され、アイテムを取得すると切り替わる。
  - オプションはファジィとフロントの2種類があり、モードチェンジによって状態を切り替えることができる。赤でメインショット、緑でオプションを強化される。
  - 当機体でプレイすることにより、バーストゲージが満タンになればボムを1個追加される方式に変更される。
- ギャンブラー（プロギアの嵐）
  - 原作と同様にファイター時は敵破壊時にジュエリングのランク上げ、ガンナーで敵を破壊すると宝石が出現。
  - 赤アイテムでファイター、緑アイテムでガンフライヤーを強化。バーストゲージはボムの補給でボムが1個でも残っていれば発動可能。発動時にゆっくり直進して爆発するという原作の仕様（3個まで補給できる）。

これらの他にも、CSモードで使用できる機体は全てのステージで使用することができるが、CSモードと違い装備状況の変更はできない。

### ダライアスバースト アナザークロニクルEX+
『ダライアスバースト アナザークロニクルEX+』（DARIUSBURST ANOTHER CHRONICLE EX+、以下『EX+』）は、タイトーより2021年2月25日に発売された家庭用ゲーム版。

#### 概要（EX+）
『CS』リリース当時のタイトーは前述したとおりに家庭用ゲーム事業をやめていた時期だったため別会社に販売を委ねたが、その後2019年より『ダライアス コズミックコレクション』（以下『CC』）と題し2D時代のダライアス作品を多数収録したタイトルをタイトー自らリリース、家庭用ゲームのリリースを再開した。本作は『CC』に次ぐ『ダライアス』オムニバスソフトである『ダライアス コズミックリベレーション』に、本作同様3D時代のダライアスである『Gダライアス』と共に収録するため、『AC』では未収録となった「イベントモード」を家庭用的に再現したほか、新規要素を加えて移植した版となる。（詳細は下記の通り）なお現時点では『CS』DLCモードのようなネットを利用したコンテンツ配信は予定されていないが、他のモードは前述したとおり『CS』と同様に実装される。
今回も移植制作を担当したピラミッド社の柏木准一によると、「もしもアーケード版では実施されなかった2回目のバージョンアップがあったなら」と想定して造っているとのこと。
- 「EX」のイベントモード移植

#関連イベントに記載した、システムに実装されたオフィシャルイベントモードを全て収録（公式サイトでは「全13種」とあるので、Wikipediaには記載していないイベントもある）
- 「EX+」用に新規開発したイベントモード（全8種）を実装

この新規イベントモード用に、ZUNTATAメンバー・土屋昇平による書下ろしVGMが6曲使用される。
- ムラクモ シルバーホークバーストの追加

『CS』のCSモード・DLCモード限定であったムラクモ機がACモード相当のゲーム内に追加される。

### ダライアスバーストCSコア + タイトー / セガ パック
『ダライアスバーストCSコア + タイトー / セガ パック』（DARIUSBURST CS CORE + TAITO / SEGA PACK、以下『CSC』）は、タイトーより2022年10月27日に発売した『CS』のNintendo Switch版。

#### 概要（CSC）
『CS』からCSモード、ピラミッドが担当したDLCモードのTAITO、SEGA PackをNintendo Switchへ移植した作品。グレフが担当したDLCモードのCAVE、EIGHTING、CAPCOM Packは導入の予定はないと明言されている。
CSモードの新シナリオとしてTi2とリーガの初任務エピソード、『ACEX+』の追加エリアをリニューアル実装、バーストカウンターの練習モード（バースト演習）など追加要素が実装されている。